# Chelsea Football Club 1956-1957
Questa voce raccoglie le informazioni riguardanti il Chelsea Football Club nelle competizioni ufficiali della stagione 1956-1957.

## Stagione
Il campionato inglese inizia il 18 agosto 1956 e il Chelsea comincia con una sconfitta per 0-2 contro il Burnley, a cui ne segue un'altra, questa volta per 0-4, contro lo Sheffield United. I Blues ottengono la prima vittoria contro il Preston North End (1-0), a cui segue un pareggio senza reti contro il Leeds United; dopo la sconfitta casalinga per 1-2 contro il Manchester United, il Chelsea ottiene un pari contro il Cardiff (1-1) e una vittoria per 1-0 contro il Birmingham. Seguono un pari senza reti contro lo Sheffield Wednesday, una sconfitta per 1-2 contro il West Bromwich Albion, un 3-3 contro il Portsmouth e un'ulteriore sconfitta (2-4) contro il Tottenham. Il club londinese ha però la meglio sull'Evertono (3-0), ottiene due pareggi consecutivi (3-3 contro il Wolverhampton Wanderers e 2-2 contro il Bolton Wanderers) e viene sconfitto per 1-2 dal Charlton Athletic. Dopo due vittorie consecutive (3-1 contro il Sunderland e 4-1 contro il Luton), i Blues ottengono un pari contro l'Aston Villa (1-1) e contro il Blackpool (2-2), a cui seguono una sconfitta per 4-5 contro il Manchester City, una vittoria per 2-0 contro il Bunley e un pareggio per 1-1 contro l'Arsenal; la partita successiva è ancora contro i Gunners che i battono il Chelsea 2-0. Si hanno quindi un pari per 1-1 contro il Leeds, una sconfitta per 0-3 contro il Manchester United, una per 1-2 contro il Cardiff e una vittoria in trasferta per 1-0 contro il Birmingham. I Blues vengono poi battuti per 2-4 dal West Bromwich Albion, pareggiano 2-2 contro il Portsmouth, battono 4-3 il Tottenham e ottengono un 2-2 contro il Bolton. Dopo una sconfitta per 1-3 contro il Wolverhampton e una vittoria per 4-2 contro il Manchester City, il Chelsea perde contro Charlton (1-3) e Sunderland (0-2), batte il Luton 4-0 e pareggia 1-1 contro l'Aston Villa. Dopo una sconfitta per 1-0 contro il Blackpool il Chelsea ottiene tre vittorie consecutive (2-1 contro il Newcastle, 5-1 contro l'Everton e 6-2 nuovamente contro il Newcastle); il campionato termina con una sconfitta per 0-1 contro il Preston e con il raggiungimento della tredicesima posizione da parte del club londinese.
Il Chelsea inizia l'FA Cup dal terzo turno, battendo 2-0 il Leyton Orient; nel quarto turno i Blues  vengono però sconfitti 0-4 dal Tottenham.

## Maglie e sponsor
Nella stagione 1956-1957 del Chelsea non sono presenti né sponsor tecnici né main sponsor. La divisa primaria è costituita dalla maglia blu con colletto a polo bianco, calzoncini bianchi e calzettoni neri con tre strisce come decorazione, delle quali due (quelle alle estremità) sono bianche e una blu. La divisa da trasferta è costituita da maglia rossa con colletto a polo bianco, calzoncini bianchi e calzettoni con le medesime decorazioni di quelli casalinghi.
| Casa | Trasferta |

## Rosa
Rosa e numerazione sono aggiornati al 31 maggio 1957.
| N. |                        | Ruolo | Calciatore      |
| -- | ---------------------- | ----- | --------------- |
|    | Inghilterra (bandiera) | D     | John Compton    |
|    | Inghilterra (bandiera) | D     | John Sillett    |
|    | Inghilterra (bandiera) | D     | Peter Sillett   |
|    | Irlanda (bandiera)     | D     | Dick Whittaker  |
|    | Inghilterra (bandiera) | C     | Frank Blunstone |

| N. |                        | Ruolo | Calciatore     |
| -- | ---------------------- | ----- | -------------- |
|    | Inghilterra (bandiera) | C     | Alan Dicks     |
|    | Inghilterra (bandiera) | C     | Mike Harrison  |
|    | Inghilterra (bandiera) | C     | John Mortimore |
|    | Inghilterra (bandiera) | A     | Les Allen      |
|    | Inghilterra (bandiera) | A     | Jim Lewis      |

## Statistiche

### Statistiche di squadra
| Competizione | Punti | Totale | Totale | Totale | Totale | Totale | Totale |
| Competizione | Punti | G      | V      | N      | P      | Gf     | Gs     |
| ------------ | ----- | ------ | ------ | ------ | ------ | ------ | ------ |
| Campionato   | 39    | 42     | 13     | 13     | 16     | 73     | 73     |
| FA Cup       | -     | 2      | 1      | 0      | 1      | 2      | 4      |
| Totale       | -     | 44     | 14     | 13     | 17     | 75     | 77     |